# 费尔普莱 (科罗拉多州)
费尔普莱（英語：Fairplay）是美国科罗拉多州帕克郡下属的一座城鎮，建市于1872年11月15日，面积大约为1.152平方英里（2.984平方公里）。根据2020年美國人口普查，该鎮有人口724人。同时，论人口该市是科罗拉多州第173大城市。